# دانشگاه آسیای مرکزی
دانشگاه آسیای مرکزی (به انگلیسی: University of Central Asia)
یک دانشگاه سکولار، غیرانتفاعی و تحقیقاتی در آسیای مرکزی است. این دانشگاه توسط یک منشور بین‌المللی بین دولت‌های تاجیکستان، قرقیزستان و قزاقستان با مشارکت شبکه توسعه آقاخان (AKDN) در سال ۲۰۰۰ تأسیس شد. اولین پردیس مقطع کارشناسی آن در سال ۲۰۱۶ در نارین قرقیزستان افتتاح شد و پس از آن پردیس دوم در خاروغ، تاجیکستان گشوده شد. این دانشگاه دارای سه دانشکده است: دانشکده هنر و علوم (SAS)، مدرسه تحصیلات تکمیلی توسعه (GSD) و مدرسه آموزش حرفه ای و مداوم (SPCE). دانشکده هنر و علوم چهار برنامه کارشناسی را در دو پردیس واقع در نارین، قرقیزستان و خاروغ تاجیکستان ارائه می دهد. پردیس تکلی در قزاقستان در حال حاضر در مرحله برنامه ریزی است.

## ارتباط تحقیقاتی
دانشگاه آسیای مرکزی با معتبر‌ترین دانشگاه‌های جهانی روابط پژوهشی و علمی دارد. 

## جشن فراغت ۲۰۲۳
در ۱۶ جون ۲۰۲۳ جشن فراغت دانشجویان سال ۲۰۲۳ در یک محفل ویژه با حضور شاهدخت زهرا آقاخان،مقامات عالی‌رتبه، مهمانان داخلی و خارجی و در نارین برگزار گردید.